# Leucothyreus
Leucothyreus är ett släkte av skalbaggar. Leucothyreus ingår i familjen Rutelidae.

## Dottertaxa tillLeucothyreus, i alfabetisk ordning[1]
- Leucothyreus acanthurus
- Leucothyreus acuminatus
- Leucothyreus aeneiceps
- Leucothyreus albertus
- Leucothyreus albopilosus
- Leucothyreus aloysius
- Leucothyreus alvarengai
- Leucothyreus amandus
- Leucothyreus ambrosius
- Leucothyreus anachoreta
- Leucothyreus anaemicus
- Leucothyreus baeri
- Leucothyreus bakeri
- Leucothyreus beckeri
- Leucothyreus bohlsi
- Leucothyreus calcaratus
- Leucothyreus campestris
- Leucothyreus camposseabrai
- Leucothyreus cavifrons
- Leucothyreus cayapo
- Leucothyreus cephalotes
- Leucothyreus chalceus
- Leucothyreus chiriguanus
- Leucothyreus chloroticus
- Leucothyreus clemens
- Leucothyreus clodius
- Leucothyreus cominius
- Leucothyreus conquisitor
- Leucothyreus costatus
- Leucothyreus cribratipennis
- Leucothyreus crispinus
- Leucothyreus cruralis
- Leucothyreus cupripennis
- Leucothyreus cuyabanus
- Leucothyreus cyanescens
- Leucothyreus damasus
- Leucothyreus davisi
- Leucothyreus decolor
- Leucothyreus demetrius
- Leucothyreus dispar
- Leucothyreus dorsalis
- Leucothyreus duplopunctatus
- Leucothyreus eligius
- Leucothyreus elongatus
- Leucothyreus epipleuralis
- Leucothyreus eschscholtzi
- Leucothyreus femoralis
- Leucothyreus femoratus
- Leucothyreus fischeri
- Leucothyreus flavidus
- Leucothyreus flavipes
- Leucothyreus florus
- Leucothyreus fluminensis
- Leucothyreus fuscescens
- Leucothyreus fuscicollis
- Leucothyreus gabinius
- Leucothyreus garbei
- Leucothyreus geminatus
- Leucothyreus gregoris
- Leucothyreus guadulpiensis
- Leucothyreus hirtus
- Leucothyreus hoffmanni
- Leucothyreus homonychius
- Leucothyreus horacioi
- Leucothyreus humilis
- Leucothyreus igneus
- Leucothyreus insularis
- Leucothyreus iridescens
- Leucothyreus iridipennis
- Leucothyreus jivarus
- Leucothyreus josephus
- Leucothyreus juanae
- Leucothyreus kirbyanus
- Leucothyreus kulzeri
- Leucothyreus laticeps
- Leucothyreus laticollis
- Leucothyreus lazarus
- Leucothyreus liberatus
- Leucothyreus liborius
- Leucothyreus limbifer
- Leucothyreus lineicollis
- Leucothyreus lividus
- Leucothyreus luciae
- Leucothyreus lucipetens
- Leucothyreus lullus
- Leucothyreus marginaticollis
- Leucothyreus melchiades
- Leucothyreus melzeri
- Leucothyreus metallescens
- Leucothyreus metallicus
- Leucothyreus michaelisi
- Leucothyreus microcephalus
- Leucothyreus minutus
- Leucothyreus modestus
- Leucothyreus montanus
- Leucothyreus mutatus
- Leucothyreus narzissus
- Leucothyreus nitidulus
- Leucothyreus niveicollis
- Leucothyreus noctivagus
- Leucothyreus nolleti
- Leucothyreus occipitalis
- Leucothyreus opacipennis
- Leucothyreus opacus
- Leucothyreus pallefactus
- Leucothyreus pallidipes
- Leucothyreus pallidus
- Leucothyreus parvulus
- Leucothyreus paulista
- Leucothyreus pereirai
- Leucothyreus petropolitanus
- Leucothyreus petrus
- Leucothyreus phytaloides
- Leucothyreus pilosellus
- Leucothyreus pinchoni
- Leucothyreus placidus
- Leucothyreus politus
- Leucothyreus proseni
- Leucothyreus pruinosus
- Leucothyreus pudicus
- Leucothyreus punctulatus
- Leucothyreus pygmaeus
- Leucothyreus remigius
- Leucothyreus ripicola
- Leucothyreus rufipes
- Leucothyreus sabinus
- Leucothyreus saksi
- Leucothyreus saparus
- Leucothyreus saturninus
- Leucothyreus semifuscus
- Leucothyreus semipruinosus
- Leucothyreus semitonsus
- Leucothyreus serripes
- Leucothyreus severinus
- Leucothyreus similis
- Leucothyreus sosthenes
- Leucothyreus sparsepilosus
- Leucothyreus spinifer
- Leucothyreus spiridon
- Leucothyreus spitzi
- Leucothyreus splendidus
- Leucothyreus stempelmanni
- Leucothyreus stephanus
- Leucothyreus stibentes
- Leucothyreus subcoriaceus
- Leucothyreus subcupreus
- Leucothyreus sulcicollis
- Leucothyreus suturalis
- Leucothyreus synesius
- Leucothyreus tibialis
- Leucothyreus trichurus
- Leucothyreus trochantericus
- Leucothyreus trochanterinus
- Leucothyreus variipes
- Leucothyreus vayanus
- Leucothyreus verticalis
- Leucothyreus vincentiae
- Leucothyreus virgilus
- Leucothyreus viridiaeneus
- Leucothyreus witti
- Leucothyreus yuma
- Leucothyreus zikani